# The Bride Comes Home
The Bride Comes Home (bra: Roubada do Altar) é um filme estadunidense de 1935, do gênero comédia romântica, dirigido por Wesley Ruggles, e estrelado por Claudette Colbert, Fred MacMurray e Robert Young. O roteiro de Claude Binyon foi baseado no conto homônimo de Elisabeth Sanxay Holding, publicado na revista Cosmopolitan em 1935.
A trama retrata a história de uma socialite que começa a trabalhar com dois homens em uma fachada para criar uma nova revista. Este foi o segundo dos sete filmes que Colbert e MacMurray coestrelaram juntos.

## Sinopse
Após a falência dos negócios de seu pai, a socialite Jeannette Desmereau (Claudette Colbert) começa a trabalhar com o editor Cyrus Anderson (Fred MacMurray) e o distribuidor Jack Bristow (Robert Young). Eles começam a conversar sobre amor e planos para o futuro. No entanto, quando Bristow parece querer se casar com ela, Anderson prepara um plano para conseguir o afeto da moça.

## Elenco
- Claudette Colbert como Jeannette Desmereau
- Fred MacMurray como Cyrus Anderson
- Robert Young como Jack Bristow
- William Collier, Sr. como Alfred Desmereau
- Donald Meek como Juiz
- Richard Carle como Frank, o mordomo
- Edgar Kennedy como Henry
- Johnny Arthur como Otto
- Kate MacKenna como Emma
- Jimmy Conlin como Len Noble
- Edward Gargan como Taxista

## Recepção
Graham Greene, em sua crítica para a revista The Spectator, elogiou fortemente o filme, chamando-o de "comédia satírica de alto nível". Enfatizando a atuação de Colbert, Greene sugeriu que o fato da atriz ter recebido um terceiro papel num filme de comédia romântica (depois de "It Happened One Night" e "She Married Her Boss") tornou realidade a afirmação de que a "Srta. Colbert é a atriz de comédia mais charmosa da tela".